# Michiel Huisman
Michiel Huisman (* 18. července 1981 Amstelveen) je nizozemský herec, zpěvák a textař. Hrál v nizozemsky a anglicky mluvených televizních seriálech a filmech.
Byl hlavním zpěvákem a kytaristou nizozemské kapely Fontane. Hrál v nizozemských seriálech Goede tijden, slechte tijden (1998), De co-assistent (2007–2010), a Bloedverwanten (2010). Také hrál v nizozemských filmech Costa! (2001), Full Moon Party (2002), Phileine Says Sorry (2003), Floris (2004), a Černá kniha (2006).
Zahrál si i v amerických televizních seriálech Treme (2010–2013) a Hra o trůny (2014–současnost). Vedlejší role získal v seriálech Nashville (2012–2014) a Orphan Black (2014–2015). Vedlejší role hrál v amerických filmech jako Královna Viktorie (2009), Světová válka Z (2013) a Divočina (2014). Hlavní roli měl ve fantasy romantickém filmu Věčně mladá (2015), po boku Blake Lively.

## Životopis
Narodil se v Amstelveen, malém městě poblíž Amsterdamu v Nizozemsku.

## Kariéra

### Hudební kariéra
Michiel byl hlavním zpěvákem a kytaristou nizozemské kapely Fontane, kterou vytvořil společně s Rolandem van der Hoofdem, GillesemTuinderem, Basem van Geldere a Donnym Griffionem. Kapela vydala singly  "1+1=2" (2001), "Slapeloos" (2002), a "Neem Me Mee" (2003). První singl se objevil jako soundtrack ve filmu Costa! (2001) a druhý ve filmu Full Moon Party (2002), ve kterých Michiel také hrál. Kapela také nahrála verzi písničky "Telkens weer" od Willeke Alberti pro soundtrack k filmu Love to Love (2003).
Poté, co se dva členové skupiny rozhodli skupinu opustit, Fontane se rozpadli a Michiel se rozhodl začít věnovat sólové kariéře. Vydal singly "Deel Van Mij" (2005), "Geef Je Over" (2006), a album Luchtige Verhalen (2005).

### Herecká kariéra
V roce 2003 hrál ve filmu Phieine Says Sorry a v roce 2004 ve filmu Floris. Menší roli získal ve filmu Černá kniha z roku 2006. Rudolfa Nureyeva hrál v dramatickém seriálu stanice BBC Margot, který se vysílal v roce 2009. Ten samý rok představoval Ernesta II ve filmu Královna Viktorie.
Roli Sonnyho, pouličního muzikanta, hrál v seriálu stanice HBO Treme (2010–2013). Pro roli ho připravoval pianista Davs Rogan, který byl inspirací postavy Davise McAlaryho, kterého hrál Steve Zahn.
V roce 2003 se objevil v malé roli ve filmu Světová válka Z. V roce 2013 bylo oznámeno, že nahradí britského herce Eda Skreina v roli Daaria Naharise ve čtvrté sérii seriálu Hra o trůny. V lednu 2014 bylo oznámeno, že jeho postava byla povýšena na hlavní pro pátou sérii seriálu.
Na začátku 2014 hrál postavu Cala Morrisona v seriálu Orphan Black. Ve stejném roce se objevil ve filmu Divočina, který získal nominaci na Oscara, po boku Reese Witherspoonové. Po boku Gisele Bündchenové se objevil v kampani Chanel No. 5 The One That I Want.
V roce 2015 hrál ve thrillerovém filmu The Invitation. Po boku Blake Lively se objevil ve fantasy romantickém filmu Věčně mladá.

## Osobní život
Jeho ženou je nizozemská herečka Tara Elders. V roce 2007 se jim narodila dcera.

## Diskografie

### Singly s Fontane
- "1+1=2" (2001)
- "Slapeloos" (2002)
- "Neem Me Mee" (2003)

### Sólo signly
- "Deel Van Mij" (2005)
- "Geef Je Over" (2006)

### Sólo alba
- Luchtige Verhalen (2005)

## Filmografie

### Film
| Rok  | Název                                                 | Role              | Poznámky            |
| ---- | ----------------------------------------------------- | ----------------- | ------------------- |
| 2001 | Costa!                                                | Bart              |                     |
| 2002 | Exit                                                  | Kamarád Renate    | krátkometrážní film |
| 2002 | Full Moon Party                                       | Bobbie            |                     |
| 2003 | Phileine Says Sorry                                   | Max               |                     |
| 2004 | Floris                                                | Floris            |                     |
| 2005 | Johan                                                 | Johan Dros        |                     |
| 2006 | Černá kniha                                           | Rob               |                     |
| 2007 | Funny Dewdrop                                         | Orpheus           | krátkometrážní film |
| 2009 | Neustlané postele                                     | muž u rentgenu    |                     |
| 2009 | Královna Viktorie                                     | Ernest            |                     |
| 2009 | Winterland                                            | Francis Young     |                     |
| 2010 | První mise                                            | Wout              |                     |
| 2013 | Světová válka Z                                       | Ellis             |                     |
| 2013 | The Woman in the Dress                                | Tom               | krátkometrážní film |
| 2014 | Divočina                                              | Jonathan          |                     |
| 2015 | The Invitation                                        | David             |                     |
| 2015 | Věčně mladá                                           | Ellis Jones       |                     |
| 2017 | Vzorce                                                | Dylan Branson     |                     |
| 2017 | The Ottoman Lieutenant                                | İsmail Veli       |                     |
| 2017 | Indian Horse                                          | otec Gaston       |                     |
| 2018 | Spolek přátel krásné literatury a bramborových koláčů | Dawsey Adams      |                     |
| 2018 | State Like Sleep                                      | Stefan Delvoe     |                     |
| 2018 | Irreplaceable You                                     | Sam               |                     |
| 2019 | Operace Brothers                                      | Jacob „Jake“ Wolf |                     |
| 2019 | The Last Right                                        | Daniel Murphy     |                     |
| 2019 | Další jehňátko                                        | Pastýř            |                     |
| 2021 | Kate                                                  | Stephen           |                     |
| 2021 | A Boy Called Christmas                                | Joel              |                     |

### Televize
| Rok       | Název                        | Role                  | Poznámky                                                   |
| --------- | ---------------------------- | --------------------- | ---------------------------------------------------------- |
| 1995      | Voor hete vuren              |                       | díl: „Prettige feestdagen“                                 |
| 1998      | Goede tijden, slechte tijden | Rover                 |                                                            |
| 1998      | Kees & Co                    | Loopjongen            | díl: „Sonja's trouwdag“                                    |
| 1999      | Suzy Q                       | Palmer                | TV film                                                    |
| 1999–2002 | Spangen                      | Pelle                 | 4 díly                                                     |
| 2001      | Uitgesloten                  | Coen                  | TV film                                                    |
| 2001      | Dok 12                       | Frederik van Kemenade | díl: „Geen lijk, geen dader“                               |
| 2001      | Costa!                       | Bart                  | 10 dílů                                                    |
| 2005      | Meiden van De Wit            | Boudewign Peuts       | 9 dílů                                                     |
| 2006      | Dalziel a Pascoe             | Back-packer           | díl: „Wrong Place, Wrong Time: Part 1“                     |
| 2006      | ʻt Schaep met de 5 pooten    | Freddy                | díl: „Het zal je kind maar wezen“                          |
| 2007–2010 | De co-assistent              | Hugo Biesterveld      | hlavní role, 41 dílů                                       |
| 2009      | Margot                       | Rudolph Nureyev       | TV film                                                    |
| 2010      | Bloedverwanten               | Martijn Zwager        | 12 dílů                                                    |
| 2010–2013 | Treme                        | Sonny                 | hlavní role, 35 dílů                                       |
| 2012–2014 | Nashville                    | Liam McGuinnis        | vedlejší role, 13 dílů                                     |
| 2013      | The Sixth Gun                | Drake Sinclair        | TV film                                                    |
| 2014–2015 | Orphan Black                 | Cal Morrison          | vedlejší role, 6 dílů                                      |
| 2014–2019 | Hra o trůny                  | Daario Naharis        | vedlejší role (4. řada), hlavní role (5.–6. řada), 18 dílů |
| 2016      | Harley a Davidsonovi         | Walter Davidson       | mini-série, 3 díly                                         |
| 2018      | The Haunting                 | Steven Crain          | hlavní role (1. řada)                                      |
| 2020      | Letuška                      | Alex                  | hlavní role                                                |